# 馬淵よしの
馬淵 よしの（まぶち よしの、1966年2月2日 - ）は、日本の元飛び込み選手、元タレント、元女優、飛込競技審判員。兵庫県西宮市出身。夫はホテルパールシティ神戸など多数ホテルの総支配人を経て、現在はマスト・インターナショナル（株）代表取締役・湯浅太。旧姓の字は戸籍上は「馬淵」で、現在は「湯浅よしの」として活動している。

## 来歴
神戸松蔭女子学院卒業。1980年、モスクワ五輪の日本代表に選ばれるが、ボイコットで出場できなかった。1984年、ロサンゼルス五輪に出場し、高飛び込みで9位の成績を収める。
父・良も飛び込み選手で、1956年のメルボルン五輪、1960年のローマ五輪に出場。母・かの子（旧名・津谷鹿乃子）も飛び込み選手で、メルボルン五輪、ローマ五輪、1964年の東京五輪に出場歴があり、日本初のオリンピック親子出場を果たした。
また、妹・しげのも元飛び込み選手だったが、身長が伸びすぎたため引退。その後宝塚歌劇団に入団（73期）し、芸名「麻央（あさお）りつき」として男役で活躍した。
引退後は美貌と機転の良さ、明るい性格を買われタレントとしてバラエティ番組、クイズ番組等に出演。
芸能界を引退後、神戸市で飲食店を経営したこともあったが後に閉店し、現在は国内外の飛び込み大会で審判を務め、後進の指導に当たっている。2008年の北京五輪、2009年ローマ世界水泳にも審判として参加した。

## 出演作品

### テレビ
- 海岸物語 昔みたいに…（1988年、TBS） 君子 役
- 君が嘘をついた（フジテレビ、1988年）涼の同僚 役
- 一枚の写真（フジテレビ、1992年9月7日）
- わいわいサタデー（ABCテレビ、1992年10月3日 - 1995年3月25日）

### 映画
- YAWARA!（1989年、東宝映画） 本人役でカメオ出演

### CM
- 日本コカ・コーラ
- 関西ペイント（1986年）